# Charlo Airport
Charlo Airport är en flygplats i Kanada. Den ligger i den östra delen av landet, 800 km öster om huvudstaden Ottawa. Charlo Airport ligger 40 meter över havet.
Terrängen runt Charlo Airport är lite kuperad. Havet är nära Charlo Airport åt nordost. Trakten runt Charlo Airport är nära nog obefolkad, med mindre än två invånare per kvadratkilometer.. Närmaste större samhälle är Dalhousie, 8,2 km nordväst om Charlo Airport.
I omgivningarna runt Charlo Airport växer i huvudsak blandskog.